# NGC 7794
NGC 7794 este o galaxie situată în constelația Pegas. A fost descoperită în 23 noiembrie 1785 de către William Herschel. Se află la o distanță de 71,24 de megaparseci de Pământ.